# Denholme
Denholme est une ville de la Cité de Bradford, dans le Yorkshire de l'Ouest, en Angleterre.

## Géographie
Denholme est une ville du district métropolitain de Bradford. Elle se trouve à 13 km à l'ouest de Bradford, à 11 km de Keighley et à peu près à la même distance d' Halifax. Administrativement, elle fait partie du quartier rural de Bingley de la ville de Bradford.

## Démographie
Denholme comptait 2 976 habitants en 2001 , 3 489 habitants en 2011 et 3 802 habitants en 2021.

## Histoire
Le nom « Denholme » est probablement d'origine viking et signifie « un plat à flanc de colline », décrivant le cadre géographique de la ville, puisqu'elle est située dans une large vallée s'étendant vers le sud depuis celle la vallée de l' Aire ou Airedale. Cependant, une autre hypothèse suggère que le mot « Holme », en vieux terme viking, désigne un marais asséché (ou une « île » dans une zone humide), tandis que Den ou Denu, en vieil anglais, signifie vallée , logique compte tenu des nombreuses sources, du terrain marécageux et de la situation en vallée de la région. Denholme se trouve également sur le flanc est des Pennines, communément appelées « épine dorsale de l'Angleterre », à peu près à mi-chemin de leur longueur.
La ville est située sur l'ancienne voie romaine reliant Manchester (Mamucium ou Mancunium) à Ilkley (Olicana), bien qu'aucune trace de peuplement ne soit présente à cette époque. Le tracé de la route est visible au sol au sud de la ville, non loin de l'église Saint-Paul.
Les premières traces d'habitation dans la région remontent au XIIIe siècle. Une concession de terre, datée de 1239, par laquelle Thomas de Thornton offrit des pâturages à Denholme aux moines de l'abbaye de Byland.
L'ensemble des habitations victoriennes de Denholme a été construit par les Foster, qui ont également bâti les anciennes usines textiles de Denholme. Les maisons étaient destinées aux ouvriers des usines. Il était courant dans l'Angleterre victorienne que les riches hommes d'affaires construisent des villes entières pour loger les ouvriers de leurs usines.

## Voie ferrée
La gare de Denholme a ouvert ses portes le 1er janvier 1884 et a fermé définitivement le 10 avril 1961, après la démolition de la plupart de ses bâtiments. Construite par la Great Northern Railway (GNR), la ligne reliait Bradford, Keighley et Halifax via une jonction triangulaire à Queensbury. À 259 m d'altitude, Denholme était la gare la plus élevée de tout le réseau de la GNR. La ligne, essentiellement rurale, nécessitait la construction de nombreux terrassements, viaducs et tunnels. Son relief vallonné lui a valu le surnom de « route alpine » ou de « route sinueuse » de la part de ses conducteurs.

## Économie
Les moulins d'origine autour desquels la ville s'est développée ont  disparu. Ces dernières années, la majeure partie de l'industrie manufacturière restante de la ville a fermé, notamment dans les secteurs du textile spécialisé, de la menuiserie et du bois de construction. Il existe encore des possibilités d'emploi dans les commerces, les écoles et autres services municipaux, ou dans les fermes environnantes, la majorité des habitants actifs se rendent désormais à Bradford, Keighley, Halifax ou Leeds.

## Transports
La route principale qui traverse Denholme est l'A629. La ville est desservie par des lignes de bus régulières entre Keighley et Bradford, ainsi que par des services occasionnels vers Halifax.

## Géologie
La « faille de Denholme Clough » est une petite faille située à Denholme. Elle mesure environ 500 mètres de long et n'a pas connu de séismes notables, mais est soumise à des contraintes susceptibles de provoquer son glissement. Le séisme maximal résultant d'un glissement de cette faille est estimé à une magnitude inférieure à 3. La faille de Denholme Clough fait partie de l'anticlinal des Pennines et est partiellement visible depuis la surface.
La faille débute à Leeming, en même temps qu'une seconde. Les deux failles fusionnent pour traverser Thornton Moor, puis Denholme et Huddersfield, où elle est connue sous le nom de « faille de Bailiff Bridge ». Son déplacement vertical peut atteindre 150 mètres à travers Thornton Moor.

## Édifices
- L'église partagée de Denholme est un partenariat entre trois confessions : baptiste, réformée unie et anglicane. Elle occupe l'ancienne église réformée unie, classée monument historique[8]. L'ancienne église paroissiale Saint-Paul[9] et l'ancienne église méthodiste de Denholme Clough [10], toutes deux également classées monument historique, ont été transformées en habitation. La première apparaît dans l'émission de la BBC « Homes Under the Hammer ».

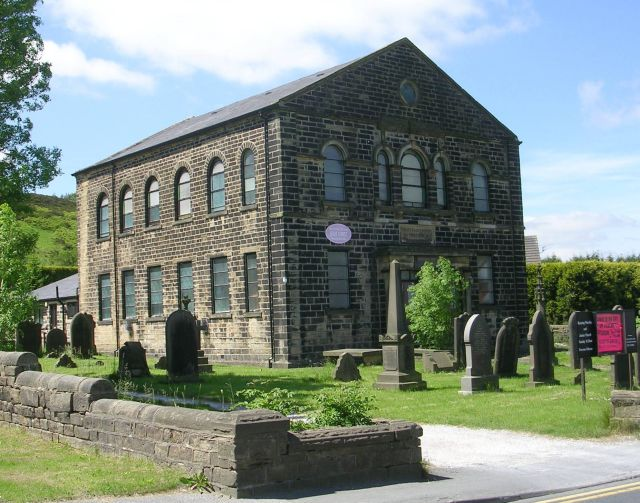
Église partagée de Denholme, construite en 1844 sous le nom de chapelle indépendante de Denholme, vue en 2008.
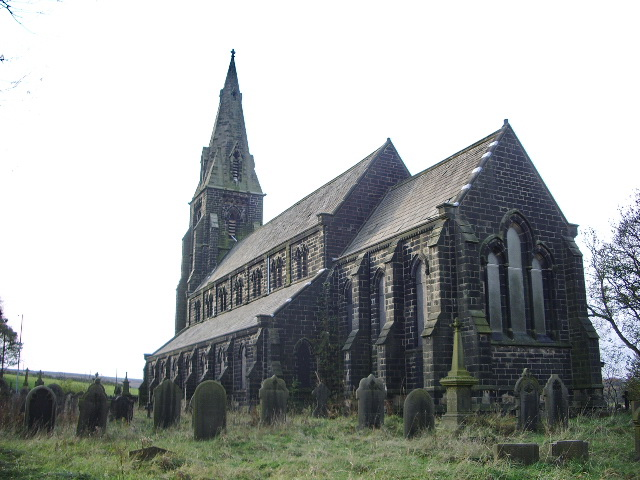
Église Saint-Paul, aujourd'hui à usage résidentiel.

## Services
- L'Institut de mécanique abrite également une bibliothèque et un club social.
- Les services comprennent un cabinet médical, une pharmacie et un logement protégé. On trouve également un parc public, Foster Park.

La ville offre un choix de commerces (alimentation, produits non alimentaires et restauration rapide), deux pubs (le Royal et le New Inn), un bureau de poste, une boutique caritative et un magasin de produits agricoles. Foster Park abrite un café pour les jeunes, une patinoire, un terrain de basket, un boulodrome et le mémorial de guerre de la ville. Juste à l'est de Denholme se trouve le réservoir de Doe Park, où l'on peut pêcher, profiter d'une base nautique et d'un club de voile.